# Dave England

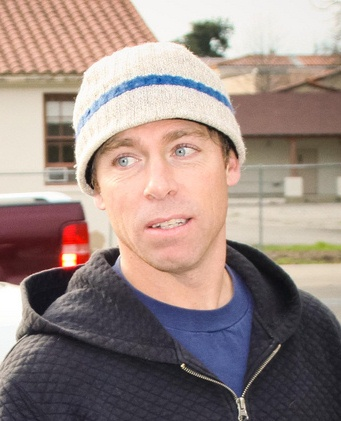
Dave England 2011

Dave England, född 30 december 1969 i Ventura, Kalifornien, USA, är en professionell snowboardåkare som främst är känd för sin medverkan i TV-programmet Jackass.